# Пнівно
Пнівно (також Пневно, Пнювно, пол. Pniówno) — село в Польщі, у гміні Вербиця Холмського повіту Люблінського воєводства. Населення — 345 осіб (2011).

## Історія
1468 року вперше згадується православна церква в селі. У XVIII столітті в селі зведено дерев'яну дзвіницю. У 1779—1788 роках біля неї побудовано греко-католицьку церкву.
За даними етнографічної експедиції 1869—1870 років під керівництвом Павла Чубинського, у селі здебільшого проживали греко-католики, які розмовляли українською мовою. 1872 року місцева греко-католицька парафія налічувала 700 вірян.
У 1921 році село входило до складу гміни Вільхівець Холмський повіту Люблінського воєводства Польської Республіки.
15-20 липня 1947 року під час операції «Вісла» польська армія виселила зі села 36 українців, внаслідок чого в ньому залишилося 414 поляків, 1 українська родина та декілька змішаних родин.
У 1960-х роках місцеву українську церкву переведено на римо-католицтво (за деякими даними знесено в 1968 році).
У 1975—1998 роках село належало до Холмського воєводства.

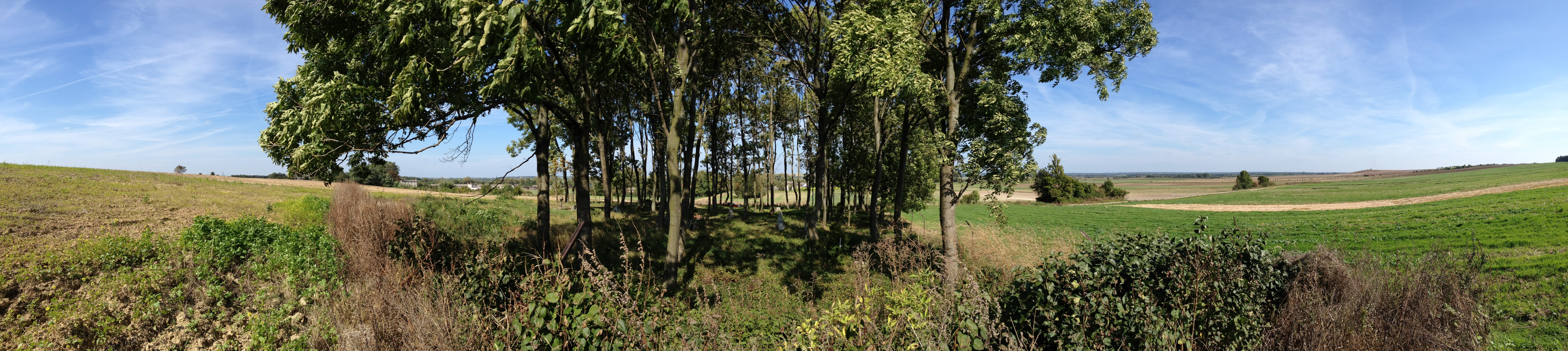
Колишній православний цвинтар

## Населення
За даними перепису населення Польщі 1921 року в селі налічувалося 55 будинків (з них 3 незаселені) та 421 мешканець, з них:
- 209 чоловіків та 212 жінок;
- 208 православних, 164 римо-католики, 46 юдеїв, 3 євангельські християни;
- 122 українці, 267 поляків, 29 євреїв, 3 німці.

За тим ж переписом 1921 року на сусідньому однодоменному фільварку було 3 будинки та 31 житель (27 римо-католиків поляків та 4 православних українці).
У 1943 році в селі проживало 579 українців і 132 поляки.
Демографічна структура станом на 31 березня 2011 року:
|          | Загалом | Допрацездатний вік | Працездатний вік | Постпрацездатний вік |
| -------- | ------- | ------------------ | ---------------- | -------------------- |
| Чоловіки | 180     | 41                 | 120              | 19                   |
| Жінки    | 165     | 34                 | 97               | 34                   |
| Разом    | 345     | 75                 | 217              | 53                   |